# STRA6
La proteína STRA6 (de sus siglas en inglés "stimulated by retinoic acid gene 6 homolog (mouse)") es un receptor celular de la proteína de unión a retinol (vitamina A) y tiene un importante papel en el transporte de dicho retinol a sitios específicos tales como el ojo. Algunos estudios han asociado mutaciones de STRA6 con anoftalmía, hernia diafragmática, hipoplasia pulmonar y síndrome de defecto cardíaco.